# Gonçalo Dias de Góis
Gonçalo Dias de Góis (m. depois de 1143), filho de Diogo Gonçalves, foi um nobre e Cavaleiro medieval do Reino de Portugal. Alcaide de Coimbra em 1126-1128. Gonçalo herdou o senhorio de Góis porque os irmãos da sua esposa, Martim e João, não tinham descendência masculina. Aparece na corte do rei Dom Afonso Henriques entre 1126 e 1143 confirmando documentos reais.

## Matrimónio e descendência
Casou com Maria Anaia, filha de Anião da Estrada,[a] de quem teve:
- Salvador Gonçalves de Góis,[1] casou com D. N. Mendes, filha de Mendo Afonso de Refoyos e Gontinha Paes Silva[2]
- Mem Gonçalves de Góis, o esposo de sua prima Elvira Martins, filha de Martim Anaia, irmão de sua mãe, Maria Anaia.[3]